# Antho
Antho (en grec ancien Ἀνθὼ) était une fille d'Amulius et petite-fille du roi d'Albe la Longue Procas. Elle est connue pour avoir intercédé en faveur de Rhéa Silvia auprès de son père, après que celle-ci eut été mise enceinte par le dieu Mars des jumeaux Romulus et Rémus.

## Mythe
Antho était le seul enfant d'Amulius, le plus jeune fils du roi Procas, et fut élevée avec sa cousine Rhéa Silvia. Les filles avaient le même âge et étaient très proches, comme des sœurs. Amulius, le père d'Antho, usurpa le trône du royaume, chassant du pouvoir son frère Numitor, père de Rhéa Silvia, et assassinant son neveu Lausus alors qu'il était à la chasse. Quant à Rhéa Silvia elle-même, Amulius en fit une vestale, une prêtresse qui devait rester vierge, s'assurant ainsi que nul descendance de son frère ne pourrait venir revendiquer le trône. Cependant, quatre ans plus tard, Rhéa Silvia tomba enceinte, ayant été visitée en rêve par le dieu Mars. Elle donna alors naissance à ses fils, les jumeaux Romulus et Remus. Selon une autre version, elle fut en fait violée par Amulius lui-même. Le roi avait l'intention d'exécuter la vestale pour avoir rompu le vœu de chasteté mais Antho intercéda en faveur de sa cousine, suppliant son père d'épargner son amie. Amulius céda aux supplications de sa fille qu'il aimait énormément et se borna à envoyer sa nièce en prison.

## Nom d'origine grecque
Le philologue et historien russe Ivan Netushil, analysant les noms des personnages dans le mythe de la fondation de Rome, a souligné l'abondance de noms non latins dans le mythe. À son avis, le nom de la fille d'Amulius, Ἀνθώ, qui a sans aucun doute une origine grecque, se distingue particulièrement. Son nom, traduit du grec, signifie « Fleur ». Selon Netushil, « l'apparence distinctement étrangère » du nom est la raison pour laquelle il est rarement mentionné dans la légende. Seul Plutarque, qui a utilisé les œuvres de Dioclès, appelle Antho par son nom. Dans les œuvres de Denys d'Halicarnasse et de Dion Cassius, elle reste non nommée.